# Henry G. Sanders
Henry G. Sanders (18. august. 1942 i Houston, Texas) er en afrikansk-amerikansk skuespiller bedst kendt for hans rolle i Charles Burnetts film Killer of Sheep. Mange kender ham som Robert E. i Lille doktor på prærien.